# Берсоне
Берсоне (італ. Bersone) — колишній муніципалітет Італії, у регіоні Трентіно-Альто-Адідже,  провінція Тренто. У 2015 році муніципалітет об'єднали разом з муніципалітетами Даоне і Празо, у нинішній муніципалітет Вальдаоне.
Берсоне було розташоване на відстані близько 480 км на північ від Рима, 40 км на захід від Тренто.
Населення — 286 осіб (2012).
Щорічний фестиваль відбувається 20 січня. Покровитель — Fabiano.

## Демографія
Населення за роками:

Станом на 31 грудня 2010 року в муніципалітеті офіційно проживали 2 іноземці з 2 країн.

## Сусідні муніципалітети
- Кастель-Кондіно
- Даоне
- П'єве-ді-Боно-Преццо
- Празо